# حسن باشا القاطع
حسن باشا القاطع سياسي عثماني شغل منصب والي مصر منذ 1697 حتى 1698.